# Stephen Piscotty
Stephen Edward Piscotty (né le 14 janvier 1991 à Pleasanton, Californie, États-Unis) est un joueur de champ extérieur des Athletics d'Oakland de la Ligue majeure de baseball.

## Carrière

### Cardinals de Saint-Louis
Étudiant et joueur de baseball à l'école secondaire, Stephen Piscotty est repêché par les Dodgers de Los Angeles au 45e tour de sélection en 2009, mais il ignore l'offre pour plutôt rejoindre le Cardinal de l'université Stanford. Il signe son premier contrat professionnel avec les Cardinals de Saint-Louis de la Ligue majeure de baseball, qui en font un de leurs choix de premier tour et la 36e sélection au total du repêchage amateur de 2012, et perçoit une prime à la signature de 1,4 million de dollars.
Il commence sa carrière professionnelle comme joueur de troisième but, la position qui était la sienne à l'université Stanford, mais il s'y montre inadéquat avec 22 erreurs en seulement 36 matchs à sa première saison de ligue mineure. Il est par conséquent déplacé au champ extérieur et occupe généralement le champ droit.
Piscotty apparaît aux 70e et 79e rangs du top 100 annuel des meilleurs joueurs d'avenir dressé par Baseball America en 2014 et 2015, respectivement. En 2015, Piscotty est considéré comme le prospect numéro un appartenant aux Cardinals.
Il fait ses débuts dans le baseball majeur avec Saint-Louis le 21 juillet 2015 alors qu'il évolue au champ gauche dans un match face aux White Sox de Chicago et, le jour même, réussi son premier coup sûr, face au lanceur Carlos Rodon. Son premier coup de circuit est frappé le 16 août 2015 aux dépens du lanceur Chris Narveson des Marlins de Miami.
En 63 matchs des Cardinals en 2015, Piscotty, qui ne joue qu'au champ extérieur, maintient une brillante moyenne au bâton de ,305 avec 7 circuits et 39 points produits. Malgré son arrivée tardive avec Saint-Louis et son faible total de matchs joués dans cette saison de 162 rencontres, ses performances impressionnent suffisamment pour qu'il termine 6e du vote désignant la recrue de l'année de la Ligue nationale.
Malgré la défaite des Cardinals face aux Cubs de Chicago, Piscotty connaît une spectaculaire Série de division avec une moyenne au bâton de ,375 et une moyenne de puissance de 1,000 grâce à ses 3 circuits et à un double en 16 présences au bâton. Il produit 6 points et en marque 5 en 4 matchs.  En 8e manche du premier match de la série, le seul remporté par les Cardinals, Tommy Pham et Piscotty claquent des circuits consécutifs face à Jon Lester des Cubs.

### Athletics d'Oakland
Le 14 décembre 2017, les Cardinals échangent Piscotty aux Athletics d'Oakland contre le joueur de deuxième but Max Schrock et l'arrêt-court Yairo Muñoz.